# Opiorfina
La opiorfina es una sustancia de naturaleza peptídica, descubierta en la saliva humana por investigadores del instituto Pasteur, con propiedades analgésicas que actúa activando el funcionamiento de los opioides endógenos, siendo seis veces más potente que la morfina.
Su hallazgo fue reportado en el 2006 después de más de una década de investigación partiendo del descubrimiento de una sustancia igual en la saliva de las ratas a la que habían denominado sialorfina. Una sustancia similar también fue identificada en la saliva de las vacas.
Posteriormente otros análisis han demostrado que la opiorfina, además de tener menos efectos secundarios,  también podría tener efecto benéfico para tratamiento de desórdenes mentales como la depresión.